# 카사이강

빨간 색이 카사이강이다

카사이강(Kasai)은 아프리카 중부 콩고강의 지류이다. 앙골라 중부에서 발원하며, 앙골라와 콩고 민주 공화국의 국경을 이루며 흐르다가, 콩고 민주 공화국을 가로질러 킨사샤 북동쪽의 콰마우스에서 콩고강에 합류된다.